# Condado de Río Blanco
El condado de Río Blanco (en inglés: Río Blanco County), fundado en 1889, es uno de los 64 condados del estado estadounidense de Colorado. En el año 2000 tenía una población de 5986 habitantes con una densidad de población de una persona por km² siendo el sexto condado más extenso de este estado. La sede del condado es Pueblo y recibe su nombre del río Blanco (White River en inglés) que lo atraviesa y es afluente del río Green.

## Geografía
Según la oficina del censo el condado tiene una superficie total de 8347 km² (3222,8 mi²), de los que 8342 km² (3220,8 mi²) son tierra y 5 km² (1,9 mi²) (0.06%) son agua.

### Condados adyacentes
- Condado de Moffat - norte
- Condado de Routt - nordeste y este
- Condado de Garfield - sur
- Condado de Uintah (Utah) - oeste

## Demografía
Según el 2000 la renta per cápita media de los habitantes del condado era de 37 711 dólares y el ingreso medio de una familia era de 44 425 dólares. En el año 2000 los hombres tenían unos ingresos anuales 38 125 dólares frente a los 19 940 dólares que percibían las mujeres. El ingreso por habitante era de 17 344 dólares y alrededor de un 9,60% de la población estaba bajo el umbral de pobreza nacional.

## Ciudades y pueblos
- Meeker
- Rangely

## Espacios naturales protegidos
Entre ellos destacan el Routt National Forest, el White River National Forest que contiene parte de la Flat Tops Wilderness Area que está considerada como el primer espacio protegido en Estados Unidos que dio lugar a una legislación para la creación de las «áreas de vida salvaje (Wilderness Area)» protegidas.